# دیوتشی هراد
دیوتشی هراد (به چکی: Dívčí Hrad) یک منطقهٔ مسکونی در جمهوری چک است که در شهرستان برونتال واقع شده‌است. دیوتشی هراد ۱۱٫۹۸ کیلومتر مربع مساحت و ۲۷۵ نفر جمعیت دارد و ۳۰۷ متر بالاتر از سطح دریا واقع شده‌است.